# 戰略迷魂
《戰略迷魂》（英語：The Manchurian Candidate）是一部2004年美國新黑色心理政治驚悚片，由尊尼芬·迪米執導，丹泽尔·华盛顿、梅麗·史翠普及李佛·薛伯主演。電影劇情改編自1959年李察·康顿的同名小說，同時也是1962年電影《諜網迷魂》的重拍版；講述美國副總統候選人遭受腦部操控，少數知曉真相的老兵試圖弄清真相。《戰略迷魂》2004年7月30日在美國上映，口碑正面。

## 劇情
1991年波灣戰爭中，美国陆军班奈特·馬可少校指揮了一次著名的偵查行動；當馬可遇襲而被擊昏後，小隊成員雷蒙·蕭中士單槍匹馬擊敗敵人並救了倖存的隊員們，回國後獲得荣誉勋章。多年後，美國仇外心態激增，弗吉尼亞州參議員也是雷蒙冷酷無情的母親愛蓮娜·普蘭提斯·蕭利用影響力確保兒子成為副總統候選人，而不是人氣當紅的參議員湯姆·裘登。雷蒙既害羞又孤僻，也懷念兒時因母親而被迫分手的情人喬絲琳，對方也是裘登的女兒。
馬可的前隊友艾爾·梅文向他提起關於一場困惑已久的惡夢。梅文雖然患有精神病，但他繪製的夢境圖畫引起馬可興趣。馬可同樣飽受噩夢所苦；在夢中，自己、雷蒙和被捕的隊員們都被神秘南非男子領導的科學家團隊洗腦，被洗腦的馬可和雷蒙都各下手殺了一名同袍。馬可展開調查，前往紐約市途中，認識了即將離職的超市店員尤金妮，對方為他提供了住處。在尤金妮的公寓裡洗澡時，馬可感覺到他的上背部有一個小腫塊，並用刀挖出了一枚小金屬物體。但該物體還沒來得及研究，尤金妮進來浴室嚇到馬可，金屬物體掉入水槽中找不回來。
馬可在競選總部與雷蒙對峙，並用口咬傷雷蒙的背部，隨後取出植入物。他對植入物進行了分析，滿洲環球公司（Manchurian Global）有關的奈米技術實驗；滿洲環球是一家實力雄厚的私募股權公司，在美國國會有著重要的政治關係。馬可在研究這家公司時，得知惡夢中的南非人是前滿洲遺傳學家出身的在逃僱傭兵亞提克斯·諾爾博士。他將調查結果帶給參議員裘登，後者藉此拿來與蕭母子對峙並要求雷蒙退出競選。相反，愛蓮娜下指令「啟動」雷蒙，並命令他殺了裘登和試圖阻止的喬絲琳。
尤金妮透露為聯邦調查局（FBI）工作，該局多年來一直在監視這一陰謀。梅文也和馬可及雷蒙的隊友們一樣意外去世，但聯邦調查局在梅文身上發現了一枚植入物。聯邦調查局安排馬可和雷蒙會面，馬可試圖說服雷蒙，但愛蓮娜利用手機來對馬可下指令。愛蓮娜與滿洲環球有密切關聯，她密謀當亞瑟州長和雷蒙在發表總統大選的勝利感言時，命令馬可暗殺當選總統的州長，以讓當成為副總統的兒子當上總統。但此時，雷蒙因喬絲琳的死而抵制了精神控制。在勝選感謝活動上，雷蒙違抗愛蓮娜而使自己與亞瑟站在一塊，看著馬可藏身的通風口，點頭示意要殺死當選總統。雷蒙故意和母親一起跳舞，把母子倆帶到了標記的位置，馬可在此用步槍同時將雷蒙和愛蓮娜殺死。馬可準備自殺，但尤金妮趕來阻止了他。
聯邦調查局將一名已故的滿洲環球合約人士定為槍手。滿洲高層在電視上觀看了整個陰謀攤在陽光下而放棄跑路。尤金妮將馬可帶到當初被囚禁的野戰醫院；馬可在此回顧過去，最後將同袍弟兄的合照及雷蒙的榮譽勳章扔進了海裡。

## 演員
- 丹泽尔·华盛顿飾演班奈特·伊契基爾·馬可少校（Major Bennett Ezekiel Marco）
- 梅麗·史翠普飾演參議員愛蓮娜·普蘭提斯·蕭（Senator Eleanor Prentiss Shaw）
- 李佛·薛伯飾演國會議員雷蒙·普蘭提斯·蕭（Congressman Raymond Prentiss Shaw）
- 強·沃特飾演參議員湯瑪士·裘登（Senator Thomas Jordan）
- 金伯莉·伊麗絲（英语：Kimberly Elise）飾演尤金妮·蘿絲（Eugenie Rose）
- 韋娜·法米加飾演喬絲琳·裘登（Jocelyne Jordan）
- 傑佛瑞·懷特飾演艾爾·梅文下士（Corporal Al Melvin）
- 賽門·麥克伯尼飾演亞提克斯·諾爾博士（Dr. Atticus Noyle）
- 布鲁诺·冈茨飾演德普（Delp）
- 亞當·拉菲佛（英语：Adam LeFevre）飾演國會議員希利（Congressman Healy）
- 安·多德飾演國會議員貝克特（Congresswoman Beckett）
- 泰德·拉文飾演霍華上校（Colonel Howard）
- 米高·菲爾（英语：Miguel Ferrer）飾演蓋勒特上校（Colonel Garret）
- 狄恩·史達威爾飾演馬克·懷丁（Mark Whiting）
- 查理斯·納皮爾（英语：Charles Napier (actor)）飾演斯隆中將（Lieutenant General Sloan）
- 朱迪·斯克勒拉（英语：Jude Ciccolella）飾演大衛·唐諾文（David Donovan）
- 湯姆·斯特奇舒爾特（英语：Tom Stechschulte）飾演羅伯特·亞瑟州長（Governor Robert Arthur）
- 帕布羅·薛伯飾演艾迪·英格拉姆一等兵（PFC Eddie Ingram）
- 安東尼·麥基飾演羅伯特·貝克三世一等兵（PFC Robert Baker III）
- 羅比恩·希區柯克（英语：Robyn Hitchcock）飾演勞倫斯·托卡（Laurent Tokar）
- 歐巴·貝柏托恩（英语：Obba Babatundé）飾演參議員威爾斯（Senator Wells）
- 柴爾柯·伊凡奈克（英语：Željko Ivanek）飾演范恩·烏特利（Vaughn Utly）
- 約翰·貝德福特·洛依德（英语：John Bedford Lloyd）飾演傑·「JB」·強斯頓（Jay "JB" Johnston）

在客串人物中，艾尔·弗兰肯飾演記者；薛尼·盧梅、安娜·迪佛·史密斯、小羅伊·布朗特和妙手佛迪飾演政治專家；羅傑·科曼飾演國務卿；谢福源和姬莉·奈飾演電視畫面上的節目主持人。

## 反響

### 票房
《戰略迷魂》與《豬頭漢堡包》、《雷鳥神機隊》以及《陰森林》同時上映並競爭。本片在北美總收入為6595萬美元，加上其他地區的3015萬美元，全球票房總計9610萬美元。

## 外部連結
- 互联网电影数据库（IMDb）上《戰略迷魂》的资料（英文）
- 爛番茄上《戰略迷魂》的資料（英文）
- Box Office Mojo上《戰略迷魂》的資料（英文）
- AllMovie上《戰略迷魂》的资料（英文）
- Metacritic上《戰略迷魂》的資料（英文）
- Yahoo奇摩電影上《戰略迷魂》的資料（繁體中文）
- 開眼電影網上《戰略迷魂》的資料（繁體中文）
- 时光网上《戰略迷魂》的資料（简体中文）
- 豆瓣电影上《戰略迷魂》的資料 （简体中文）